# Amblyomma antillorum
Amblyomma antillorum (лат.) — вид клещей из семейства Ixodidae. Центральная Америка, Вест-Индия: острова Анегада, Доминика, Кайкос. Паразитируют на пресмыкающихся, главным образом, на игуанах Iguana pinguis, Iguana delicatissima и Iguana carinata. У самцов спинной жесткий щиток прикрывает все тело, у самок треть.